# Ruggero Marzoli
Ruggero Marzoli (Spoltore, 2 aprile 1976) è un ex ciclista su strada italiano, professionista dal 1999 al 2012.

## Carriera
Originario di Villa Raspa di Spoltore, passa professionista nel 1999 con il team Cantina Tollo-Alexia Alluminio. Con questa squadra ottiene alcuni piazzamenti, tra cui due podi di tappa alla Setmana Catalana 2000, il quarto posto alla Freccia del Brabante 2000 e il secondo al Criterium d'Abruzzo 2001. Nel 2002 passa alla Mobilvetta-Formaggi Trentini, cogliendo le prime vittorie da professionista alla Settimana Internazionale di Coppi e Bartali in marzo e al Giro della Provincia di Lucca, oltre a un secondo posto nella tappa di Varazze al Giro d'Italia e diversi risultati da Top 10 in classiche del calendario italiano.
Nel 2003 passa al team Alessio diretto da Bruno Cenghialta: in stagione vince una tappa alla Tirreno-Adriatico classificandosi terzo nella graduatoria finale, una frazione al Giro d'Abruzzo e una al Tour de Pologne. L'anno dopo si accasa all'Acqua & Sapone-Caffè Mokambo di Palmiro Masciarelli, vincendo altre due corse, una tappa alla Settimana Internazionale di Coppi e Bartali e una al Giro d'Abruzzo; nel 2005, sempre in maglia Acqua & Sapone, fa sue una frazione al Giro di Slovenia e il Trofeo Matteotti a Pescara, mettendo inoltre a referto numerosi piazzamenti nelle classiche italiane (secondo al Gran Premio di Larciano e al Fran Premio di Prato). Nel 2006 si trasferisce alla Lampre-Fondital, squadra ProTour, ma non ottiene vittorie; tra settembre e ottobre si piazza comunque secondo in una tappa della Vuelta a España, alla Coppa Sabatini e al Gran Premio Bruno Beghelli.
Nel 2007 passa alla Tinkoff, e in maggio vince una frazione del Circuit de Lorraine. Il 29 giugno 2007, però, si autosospende dalla sua squadra perché coinvolto nell'inchiesta Oil for Drugs. Nel 2008 viene squalificato per sei mesi per la frequentazione con il medico Carlo Santuccione, ma assolto dall'accusa di utilizzo di sostanze dopanti, evitando così la squalifica a vita (già nel 2000 era stato squalificato per quattro mesi). Torna a gareggiare nella stagione 2009 con il team Acqua & Sapone-Caffè Mokambo diretto da Palmiro Masciarelli. In stagione si classifica terzo al Giro di Toscana e partecipa al Giro d'Italia.
Si ritira dall'attività al termine della stagione 2012, complice la chiusura del team Acqua & Sapone.

## Palmarès
- 1998

Coppa Fiera di Mercatale
Trofeo Alta valle del Tevere
- 2002

4ª tappa Settimana Internazionale di Coppi e Bartali
4ª tappa Giro della Provincia di Lucca
- 2003

5ª tappa Tirreno-Adriatico
4ª tappa Giro d'Abruzzo
5ª tappa Tour de Pologne
- 2004

5ª tappa Settimana Internazionale di Coppi e Bartali
2ª tappa Giro d'Abruzzo
- 2005

1ª tappa Giro di Slovenia
Trofeo Matteotti
- 2007

3ª tappa Circuit de Lorraine

## Piazzamenti

### Grandi Giri
- Giro d'Italia

2002: ritirato (15ª tappa)
2003: non partito (1ª tappa)
2004: 23º
2009: 99º
2011: 118º
- Vuelta a España

2006: non partito (15ª tappa)

### Classiche monumento
- Milano-Sanremo

2000: 181º
2002: 11º
2003: 20º
2005: 7º
- Liegi-Bastogne-Liegi

2003: 60º
- Giro di Lombardia

2002: 46º
2005: 11º
2006: 11º
2009: 49º